# Gerald Bordelon
Gerald James Bordelon (19 de febrero de 1962 - 7 de enero de 2010) fue un asesino convicto y delincuente sexual estadounidense que fue ejecutado en Luisiana por asesinato. Bordelon fue condenado a muerte por el secuestro y asesinato de Courtney LeBlanc, su hijastra de 12 años. Bordelon renunció a sus apelaciones y pidió ser ejecutado, diciendo que cometería un crimen similar nuevamente si alguna vez se le diera la oportunidad. Bordelon fue ejecutado en la Penitenciaría Estatal de Luisiana el 7 de enero de 2010, convirtiéndose en la primera persona ejecutada en Luisiana desde 2002 y en la primera ejecución voluntaria del estado. Permanece como la persona ejecutada más recientemente en Luisiana.

## Primeros años
Bordelon nació el 19 de febrero de 1962 y creció en Luisiana. Asistió a escuelas en el área de Baton Rouge y fue considerado discapacitado. Como resultado, lo colocaron en una clase especial de recursos antes de que su madre lo sacara por completo de la escuela después de recibir el consejo del director. Los médicos creían que Bordelon sufría de trastorno de personalidad antisocial y trastorno de sadismo sexual, pero tenía un coeficiente intelectual dentro del rango normal.
El 17 de marzo de 1982, Bordelon le ofreció a una joven de 18 años llevarla a casa en su automóvil. Después de que ella subió, sacó un cuchillo, la llevó a una casa y la obligó a practicarle sexo oral. En 1982, se declaró culpable de agresión sexual y fue condenado a diez años de prisión. El 14 de junio de 1990, secuestró a otra mujer a punta de cuchillo y la llevó a un edificio abandonado, donde la obligó a practicarle sexo oral y la violó. En 1990, Bordelon fue declarado culpable de violación agravada y dos cargos de delito grave contra la naturaleza, siendo condenado a 20 años de prisión.

## Asesinato
En 2000, Bordelon fue puesto en libertad condicional y comenzó a trabajar en Delta Concrete. A finales de 2000, comenzó a comunicarse a través de Internet con una mujer llamada Jennifer Kocke. A pesar de conocer su historial criminal como delincuente sexual, Kocke se casó con Bordelon en julio de 2001. La familia luego se mudó a Gloster, Misisipi, en octubre de 2001, viviendo en un remolque en un terreno propiedad de los padres de Bordelon. Durante el período navideño de 2001, las hijas de Kocke, una de las cuales era Courtney LeBlanc, le dijeron que Bordelon había abusado sexualmente de ellas. Kocke alertó a los servicios de protección infantil en Misisipi y Bordelon se vio obligado a marcharse. Luego, la pareja se separó y Kocke regresó a Luisiana con su familia. A pesar de ello, siguió en contacto con Bordelon.
El 15 de noviembre de 2002, Courtney LeBlanc, de 12 años, desapareció de su casa en Denham Springs, Luisiana. Kocke descubrió que había desaparecido cuando regresó a casa y llamó inmediatamente a la policía. Inicialmente se creyó que LeBlanc podría haberse escapado de casa. Mientras continuaba la investigación, a la policía le preocupaba que LeBlanc pudiera haber sido víctima del asesino en serie Derrick Todd Lee, que estaba operando en el área en ese momento, pero esta teoría fue descartada más tarde.
Luego, la investigación se centró en Bordelon y lo pusieron bajo vigilancia. Fue interrogado por la policía y finalmente admitió haber secuestrado y asesinado a LeBlanc. El 26 de noviembre de 2002, Bordelon llevó a los investigadores al cuerpo de LeBlanc. Confesó el asesinato y dijo que había secuestrado a LeBlanc de su casa con un cuchillo. La llevó a Mississippi, donde la obligó a tener sexo oral, antes de llevarla de regreso a Luisiana. Al regresar, la estranguló hasta la muerte en una orilla cercana al río Amite. Luego arrojó su cuerpo en una zona boscosa en la Parroquia de Livingston .

## Juicio
Bordelon fue acusado de asesinato en primer grado y secuestro en segundo grado por la muerte de LeBlanc. Fue declarado culpable de asesinato en primer grado el 29 de junio de 2006 y condenado a muerte al día siguiente. Después de ser sentenciado, renunció a sus apelaciones y pidió que se llevara a cabo su ejecución. Según documentos judiciales, dijo que volvería a cometer un delito similar si alguna vez tuviera la oportunidad.
En octubre de 2003, Jennifer Kocke fue declarada culpable de abuso infantil grave en relación con el asesinato de LeBlanc. Fue sentenciada a una pena suspendida de cinco años con cinco años de libertad condicional.

## Ejecución
El 7 de enero de 2010, Bordelon fue ejecutado mediante inyección letal en la Penitenciaría Estatal de Luisiana en Parroquia de West Feliciana, Luisiana. Fue una de las tres personas ejecutadas en los Estados Unidos ese día específico. Los otros fueron Vernon Lamont Smith en Ohio y Kenneth Mosley en Texas. Fueron las primeras tres personas ejecutadas en Estados Unidos en 2010. Las ejecuciones de tres o más personas en un solo día es algo que no ha ocurrido en Estados Unidos desde entonces.
En la última declaración de Bordelon, pidió disculpas tanto a la familia de LeBlanc como a la suya propia. Su última comida fue pescado sac-a-lait frito, cubierto con étouffée de cangrejo, un sándwich de mantequilla de maní y jalea de manzana, y galletas con chispas de chocolate. Fue declarado muerto a las 6:32 pm.
En 2023 , Bordelon sigue siendo la persona más reciente ejecutada por el estado de Luisiana, que lleva más de trece años sin una ejecución. También es la única persona ejecutada en Luisiana desde 2002, cuando Leslie Dale Martin fue ejecutada por asesinato. Debido a una demanda de 2012 que cuestiona el protocolo de inyección letal de Luisiana y que las compañías farmacéuticas no quieren que sus productos se asocien con la pena capital, Luisiana no puede llevar a cabo ejecuciones, a pesar de que la pena capital sigue siendo una pena legal.

## En la cultura popular
En 2016, el caso de asesinato de Courtney LeBlanc apareció en la serie Deadline: Crime with Tamron Hall de Investigation Discovery.